# براندان كونولي
براندان كونولي هو لاعب هوكي الجليد كندي، ولد في 5 سبتمبر 1985 في كنمور في كندا.

## وصلات خارجية
- براندان كونولي على موقع دوري الهوكي الوطني (الإنجليزية)
- براندان كونولي على موقع EliteProspects.com (الإنجليزية)
- براندان كونولي على موقع Eurohockey.com (الإنجليزية)
- براندان كونولي على موقع HockeyDB.com (الإنجليزية)